# 韦克桑地区诺容
韦克桑地区诺容（法語：Nojeon-en-Vexin，法語發音：[nɔʒɔ̃ ɑ̃ vɛksɛ̃]）是法国厄尔省的一个市镇，位于该省东北部，属于莱桑德利区。

## 地理
韦克桑地区诺容（49°19'46"N, 1°33'52"E）面积13.02 平方千米，位于法国诺曼底大区厄尔省，该省份为法国北部内陆省份，北起滨海塞纳省，西接奧恩省和卡爾瓦多斯省，南至厄尔-卢瓦省，东临瓦兹省、瓦兹河谷省和伊夫林省。
与韦克桑地区诺容接壤的市镇（或旧市镇、城区）包括：韦克桑地区杜多维尔、隆尚、莫尔尼、拉讷沃格朗日、皮谢、索赛拉康帕涅。

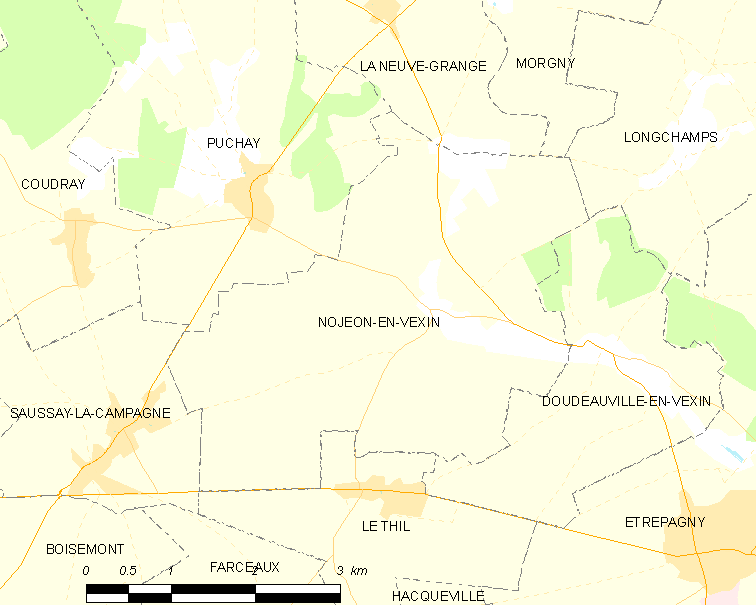
韦克桑地区诺容的OSM定位图

韦克桑地区诺容的时区为UTC+01:00、UTC+02:00（夏令时）。

## 行政
韦克桑地区诺容的邮政编码为27150，INSEE市镇编码为27437。

## 政治
韦克桑地区诺容所属的省级选区为日索尔县。

## 人口

1962-2008年间韦克桑地区诺容人口变化图示

韦克桑地区诺容于2022年1月1日时的人口数量为347人。